# 中坑子
中坑子，原寫為中坑仔，是臺灣臺南市龍崎區的一個傳統地域名稱，位於該區西南部。相較於今日行政區，其範圍大致包括中坑里、楠坑里，以及關廟區深坑里東北部凸出部分的東大半部。

## 歷史
台灣日治初期，中坑子地區為一（舊制）街庄，稱為「中坑仔庄」，隸屬於內新豐里。該庄北與新埔庄、崎頂庄為鄰，東與番社庄為鄰，東南邊一小段隔二層行溪（今二仁溪）支流與狗氳氤庄為界，南邊為龜洞庄，西邊為深坑仔庄。
1901年（日治明治三十四年）11月，全台設置二十廳，該庄隸屬於臺南廳。1903年（明治三十六年）6月，該庄編入「內新豐區」，隸屬於臺南廳。1909年（明治四十二年）10月，合併二十廳為十二廳，內新豐區仍隸屬於臺南廳。1920年（大正九年），廢十二廳改設五州二廳，該庄改制並雅化為「中坑子」大字，隸屬於臺南州新豐郡龍崎庄（新制街庄）。
戰後龍崎庄改制為龍崎鄉，隸屬於臺南縣，大字亦改制為村。1950年雲、嘉、南分治，龍崎鄉仍隸屬於臺南縣。2010年12月25日，因臺南縣市合併為直轄市臺南市，龍崎鄉改制為龍崎區，村亦改制為里。

## 聚落
本地區發展較早的聚落為中坑仔、大尖山、楠仔坑等，在日治期初期的官方地圖上已有記載。

## 交通
國道3號又稱「福爾摩沙高速公路」，是貫穿臺灣西部的兩條縱向高速公路之一，始於基隆市安樂區大武崙，終於屏東縣林邊鄉大鵬灣，經過本地區西北部，境內未設交流道。最近的交流道在北側為省道台86線交會處並與省道台19甲線交會處整合運作的關廟交流道；在南側為省道台28線交會處的田寮交流道；由此等可快速前往國道3號沿線各地。國道3號關廟服務區位於本地區西部邊界地帶，大部分在本地區境內，小部分在關廟鄉深坑子地區境內。
市道182號是臺南市臺南市區至高雄市內門區七星洋的道路，經過本地區北部東側邊界。由該道路西行可前往臺南市龍崎區龍崎市區（經外環道）、關廟區、歸仁區、仁德區、東區、中西區，並止於省道台17線路口；東行可前往高雄市內門區觀音亭地區的七星洋，並止於省道台3線轉角路口。
區道南163線是中坑子至龜洞的道路。
區道南163-1線是樹子林至中坑的道路。
區道南163-2線是向南仔至大坪的道路。

## 學校
- 龍崎國小小楠坑分校（已廢校）